# Andreas Edvard Disen
Andreas Edvard Disen (født 4. august 1845 i Modum ; død samme sted 18. februar 1923) var en norsk maler. Han er især kendt for sine skildringer af det norske højfjeld.  
Disen opholdt sig i fem år i Karlsruhe hos landsmanden Hans Gude, de tre sidste som hans assistent. Sommerophold i Schweiz bidrog til hans forkærlighed for højfjeldsmotiver, og han besøgte ofte Jotunheimen.
| - Fjeldlandskaber af Andreas Edvard Disen - Højfjeldsmotiv, 1878 - Fjeldparti, 1884 - Fjeldet om sommeren, 1892 - Fra Jotunheimen, Melkedalen, 1908 - Fjeldlandskab, 1913 - Fjeldgård med tømmerdrift |